# Bjarne Lorentzen (kock)
Bjarne Lorentzen född 1900 i Lødingen på Lofoten i Nordland fylke, död 1981, var kock 1951-52 på Norsk-brittisk-svenska Antarktisexpeditionen, ofta kallad Maudheimexpeditionen. 
Efter realskoleexamen utbildade sig Lorentzen vid Treiders handelsskole i Oslo och fick sedan arbete vid en importfirma. Då firman gick i konkurs sökte han till rederiet Wilh. Wilhelmsen, men fick inte avsedd tjänst, då han inte såg särskilt "sailor-like" ut. Han hänvisade då till tidigare erfarenheter från ett svenskt fartyg och fick tjänst med början 1923 som "byssegutt" (kökspassupp). Han avancerade sedan den långa vägen till slutligen stuert, då han var en skicklig kock, som kunde få de enahanda maträtterna att bli tilltalande.
Med tiden blev det arbete på fartyg för valfångst utanför Sydafrika, fiske hemma vid Lofoten, Novaja Zemlja och Västgrönland.. På grund av sina kunskaper i bokföring och andra merkantila göromål fungerade han också som kontorshjälp på båtarna.
Lorentzen var Maudheimexpeditionens äldste deltagare och en av de få som var gift och hade en dotter. Han var liten och spenslig till växten; minst av expeditionsdeltagarna och kallades Nappe eller Napoleon. Enligt uppgift hade han själv bidragit till namnet då han skrev i ansökningshandlingarna för att delta i Maudheimexpeditionen med hänsyn till sin litenhet: ”Napoleon var ikke så stor han heller: men jammen var det taki han likevel”, vilket hänvisade till att en kroppsligt liten person ändå kunde vara stor och betydande. Hans kroppsliga litenhet och spänst kom till pass bland annat när en av hundarna fallit ner i en isklyfta i närheten av Maudheim. Lorentzen hämtades och firades ner till hunden, fick grepp om den och fick med den när han själv firades upp.
Lorentzen var konstnärligt begåvad och utöver att vara musikalisk var han en habil målare med framför allt naturmotiv, varav en del finns kvar i trakterna av Lødingen.
Under vistelsen på Maudheim skrev Lorentzen av och till dagbok. Den ger inte mycket insyn i vad som försiggick i stort i lägret utan rörde, att det egna arbetet ofta var tung och enformigt och att han hade ständig hemlängtan till familjen och saknade särskilt frun Hildur.

## Utmärkelser
Det 1110 meter höga berget Lorentzenpiggen (Lorentzen Peak) på Drottning Mauds land är uppkallat efter Lorentzen. Det ligger cirka en mil söder om Vesleskarvet väster om Tommelitenklippan på västsidan av Ahlmannryggen och kartlades av expeditionsmedlemmarna. Toppen bestegs första gången i januari 1999 av medlemmar ur SANAE IV.
Lorentzen erhöll liksom övriga expeditionsdeltagare Maudheimmedaljen.